# Radio Horeb
Radio Horeb ist ein deutsches spendenfinanziertes Hörfunkprogramm mit katholischer Prägung. Der Hauptsitz von Radio Horeb befindet sich im Medienhaus in Balderschwang im Landkreis Oberallgäu, Bayern. Daneben gibt es ein Studio in München sowie Büros in Kevelaer, Berlin und Ravensburg.

## Organisation und Hintergrund

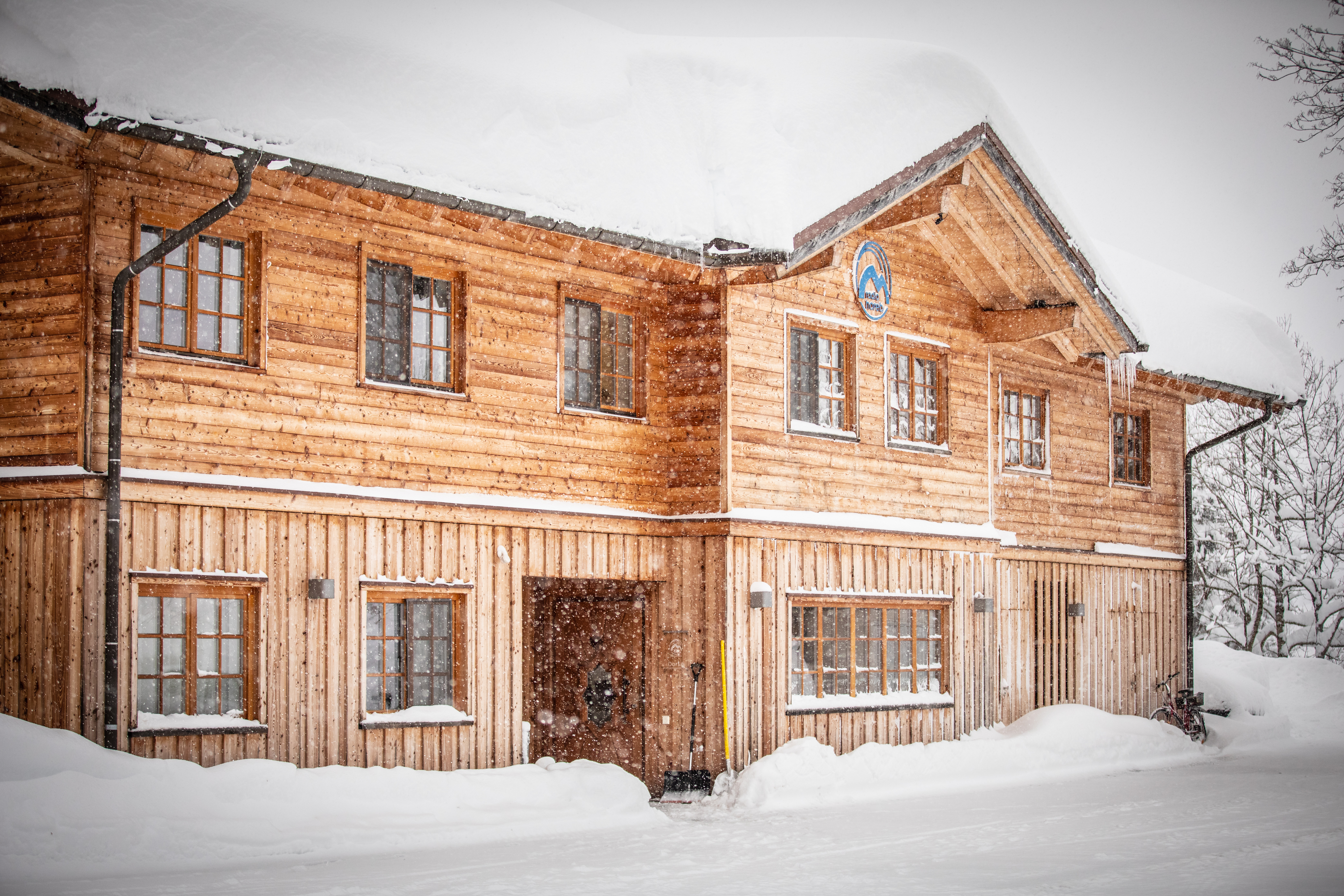
Der Sitz von Radio Horeb

Trägerverein von Radio Horeb ist die Internationale Christliche Rundfunkgemeinschaft e. V.
Radio Horeb finanziert sich ausschließlich durch Spenden- und Förderbeiträge seiner Hörer. Der Sender beschäftigt rund 60 hauptamtliche Mitarbeiter und über 1.500 ehrenamtliche Helfer in verschiedenen Bereichen. Im Durchschnitt verfolgen wöchentlich etwa 400.000 Zuhörer das Radioprogramm. Im Jahr 2015 erreichte der Hörfunksender täglich bis zu 200.000 Hörer.
Der Sender ist Teil der Radio-Maria-Weltfamilie und versteht sich selbst als „die christliche Stimme Deutschlands“. Zu der Senderfamilie gehören unter anderem Radio Maria in Italien, der erste Sender seiner Art, sowie rund 95 weitere Sender weltweit.
Nach eigenen Angaben orientiert sich der Sender an der Lehre der römisch-katholischen Kirche und erhält ideelle Unterstützung von mehreren deutschen Bischöfen. Der Sender richtet sich an die allgemeine Hörerschaft und möchte seinen Zuhörern die Teilnahme an der Heiligen Messe und den liturgischen Tagesgebeten ermöglichen, Antworten auf Lebens- und Sinnfragen bieten, Anregungen zur Spiritualität geben und in schwierigen Lebenssituationen Verlässlichkeit und Glaubwürdigkeit vermitteln. Gemeinsam mit dem Verein Set-Free, der soziale Gefängnisarbeit auf nationaler und internationaler Ebene fördert, verteilt der Sender Radiogeräte an Haftanstalten in ganz Deutschland.
Benannt ist Radio Horeb nach dem biblischen Berg Horeb, an dem Mose laut der Bibel Gott begegnete. Die beiden Berge im unteren Teil des blauen Logos symbolisieren den Berg Horeb und bilden gleichzeitig ein „M“ für Maria. Die drei Bögen stehen für die Dreifaltigkeit. Früher war der Sender bekannt unter dem Namen Radio Neues Europa.

## Programm

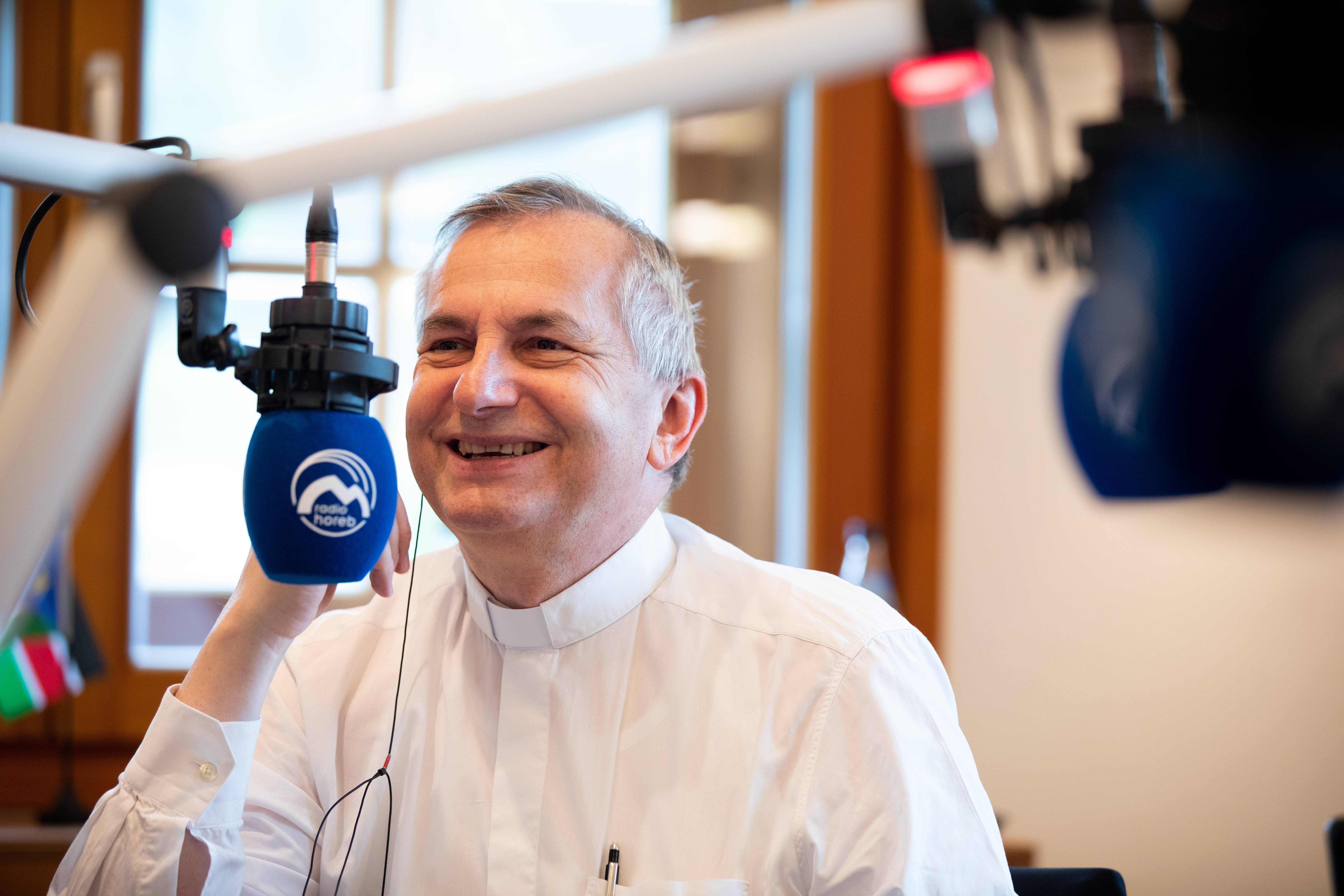
Programmdirektor von Radio Horeb

Das werbefreie Programm besteht aus fünf Säulen: Liturgie, Christliche Spiritualität, Lebenshilfe, Musik und Nachrichten. Als Redaktionsleiter fungiert Nikolaus Albert.
Den täglichen Rahmen des Programms bildet die Übertragung der Heiligen Messe sowie die liturgischen Tagesgebete (Rosenkranzgebet, Laudes, Angelus, Vesper, Komplet). Dazwischen werden fromme Gespräche, Vorträge, Seelsorge und musikalische Einlagen gesendet.
Zentrale Sendungen sind „Spiritualität“, deren Inhalte von der Redakteurin Marion Kuhl verantwortet werden, sowie „Lebenshilfe“. In dieser Sendung sind Ärzte, Psychologen, Seelsorger und Sozialarbeiter als Gäste geladen.
Zudem gibt es Sendungen wie Katechismus und Credo, die sich mit theologischen Fachthemen befassen und von Gregor Dornis geleitet werden.
In der von Astrid Moskopf geführten Redaktion werden Grundfragen des Glaubens in den Sendungen „Grundkurs des Glaubens“ und „Kurs 0“ vermittelt.
Die Hörer werden regelmäßig in das Programm eingebunden; sie können während der Sendungen „Gott hört dein Gebet“, „Rosenkranz“, „Hörergrüße“, „Seelsorgesprechstunde“ und „Hörer fragen den Programmdirektor“ aktiv telefonisch teilnehmen.
Die Kindersendung „Bambambini“ wird von Adelheid Nicklaser gestaltet. Für Jugendliche findet montags der „Abend der Jugend“ statt.
Nachrichten werden ebenfalls im Programm angeboten, unter anderem durch die Sendungen „Streiflicht“, „Nachrichten aus Kirche und Welt“ und „Wochenmagazin“. Täglich übernimmt Radio Horeb zudem das Nachrichtenmagazin von Radio Vatikan. Mitarbeiter in der Nachrichtenredaktion sind unter anderem Nadja Neubauer und Johannes Wieczorek.

## Empfang

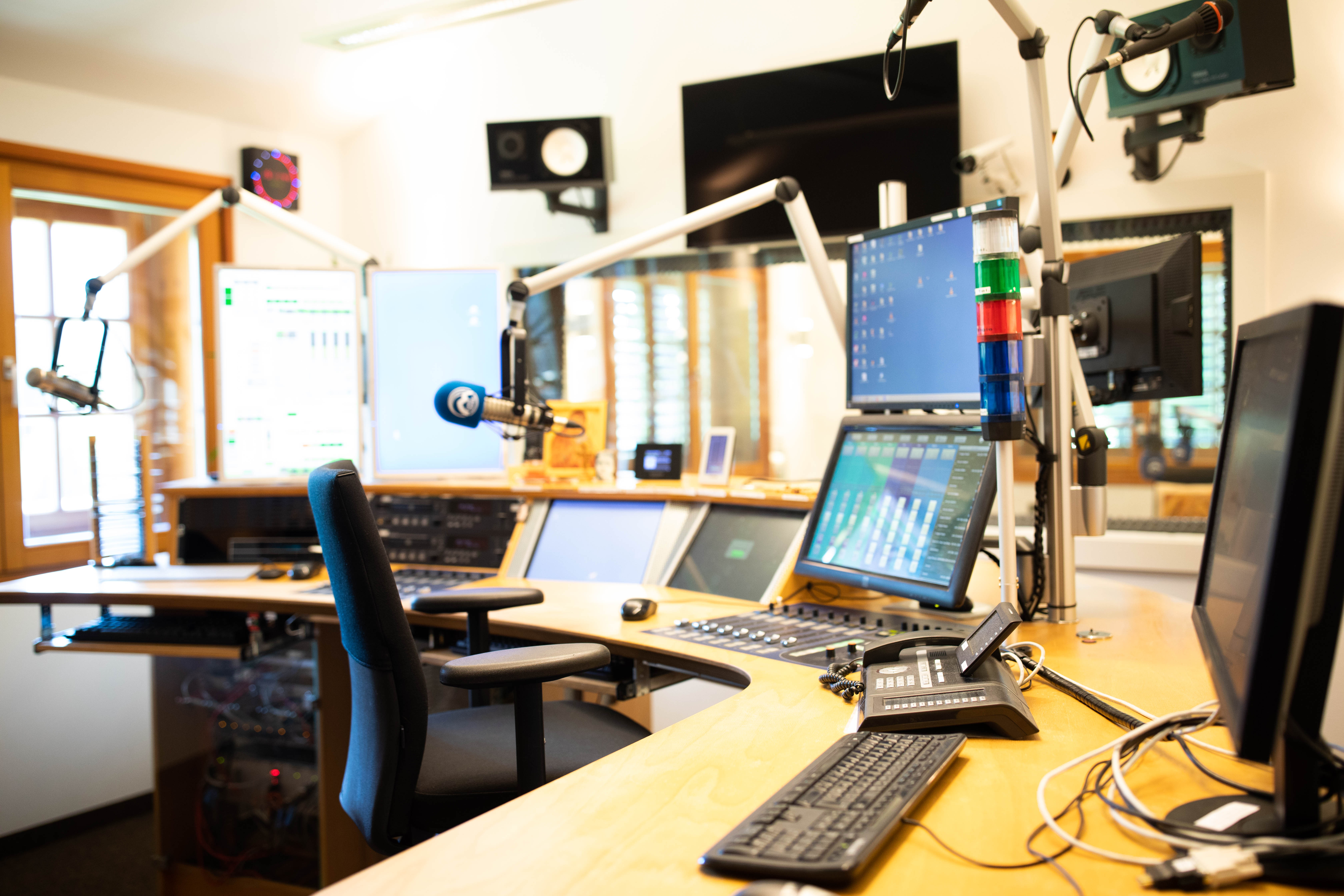
Radiostudio Balderschwang

Seit dem Betriebsbeginn der Rundfunktechnik DAB+ am 1. August 2011 ist Radio Horeb im ersten Bundesmux enthalten und somit rund um die Uhr in ganz Deutschland hörbar.
In den ersten Jahren wurde der Sendebetrieb über einen Transponder von SES Astra abgewickelt; dabei wurde aus technischen Gründen eine Tonspur des Senders ProSieben mitbenutzt.
Zu Beginn sendete Radio Horeb auf einer UKW-Frequenz in München – zunächst auf 89,0 MHz, die mit den Programmen Radio 2day und 89 Hit FM geteilt wurde; seit 1998 wird die Frequenz 92,4 MHz genutzt. Die Sendezeit hatte sich damals stark ausgeweitet, wurde jedoch nach einer Neuausschreibung 2017 wieder verkürzt. Seit 2004 ist Radio Horeb im gesamten Bundesgebiet über digitales Kabelfernsehen DVB-C empfangbar.
Ab November 2007 wurde das Programm über DVB-T in Leipzig ausgestrahlt. Ab November 2009 folgten Dresden, Chemnitz und Zwickau und ab Mai 2010 erfolgte die Ausstrahlung im Regelbetrieb.
Im Rahmen der Umstellung auf DVB-T2 Ende März 2017 gab der Sender alle restlichen DVB-T-Standorte auf.
Aktuelle Sendezeiten auf UKW sind montags bis freitags von 1 bis 14 Uhr, wobei zwischen 13 und 14 Uhr ein Programmfenster vom Münchner Kirchenradio gesendet wird, sowie sonntags von 10 bis 24 Uhr mit heiliger Messe um 10 Uhr, ebenfalls vom Münchner Kirchenradio übertragen.
Außerdem besteht die Möglichkeit, den Sender über Phonecast, d. h. über das Telefon, sowie über eine Mobile App zu hören. Das Programm wird auch über Internetradio, Soziale Medien und in Form von Podcasts verbreitet. Darüber hinaus können die Hörer des Senders über eine Mediatek auf der Webseite von Radio Horeb die Sendungen im Nachhinein abrufen.

## Geschichte
Die „Internationale Christliche Rundfunkgemeinschaft“ (ICR e. V.), gegründet von Siegfried Dobretsberger, einem Kulturredakteur des ORF, hatte in den 1980er-Jahren als Radio Neues Europa Sendezeiten über lokale UKW-Frequenzen in Süddeutschland. In München war das Programm zunächst immer sonntags auf der UKW-Frequenz 89,0 MHz zu hören.
1995 wurde Pfarrer Richard Kocher zum Vorsitzenden des ICR e. V. gewählt. Durch seine Tätigkeit als Pfarrer der Gemeinde St. Anton in Balderschwang verlagerten sich die Hörfunktätigkeiten zunehmend ins Oberallgäu, wo später in Immenstadt die Verwaltungszentrale von Radio Horeb aufgebaut wurde.
Unter der Leitung von Kocher ging am 8. Dezember 1996 erstmals ein katholisches 24-Stunden-Hörfunkprogramm mit dem Namen Radio Horeb über den Satelliten Astra auf Sendung. Zu Beginn des Sendebetriebs gab es eine Beschwerde über eine rassistische Äußerung eines Priesters in einer übernommenen Sendung, von der sich der Sender später distanzierte. Laut der Aufsichtsbehörde sendet Radio Horeb seit Jahren ohne Beschwerden (Stand: Dezember 2021).
Als Vorbild für den Sender diente Radio Maria Italien, der jenseits der Alpen innerhalb kürzester Zeit eines der meistgehörten Rundfunksender des Landes geworden war. Mit der Gründung der Radio-Maria-Weltfamilie im Jahr 1998, der Radio Horeb von Anfang an angehörte, wurde der Sender Teil eines internationalen christlichen Radionetzwerks. In München wurde weiterhin unter dem Namen Radio Neues Europa gesendet, bis im Jahr 2000 die Umbenennung in Radio Horeb München erfolgte.
Im Jahr 2000 gerieten Radio Horeb und dessen Leiter Richard Kocher in die Schlagzeilen. Dies geschah aufgrund des Südtirolers Peter Paul Rainer, der wegen Mordes an seinem politischen Weggefährten Christian Waldner verurteilt und von Interpol gesucht wurde. Er hatte unter dem Namen Rainer Maria Ulrich von August 1999 bis Mai 2000 als Mitarbeiter des Radios gearbeitet. Zum Zeitpunkt der Einstellung war Peter Paul Rainer in zweiter Instanz von allen Vorwürfen des Mordes freigesprochen worden, zwei Monate vor seiner erneuten Verurteilung kündigte Rainer jedoch mit sofortiger Wirkung sein Arbeitsverhältnis. Nach fast achtmonatiger Fahndung durch Interpol wurde Rainer am 4. Januar 2001 von der österreichischen Polizei in einer Wohnung in Rudolfsheim-Fünfhaus (Wien) verhaftet. Mieterin der Wohnung, die zum Zeitpunkt der Verhaftung anwesend war, war Gerlinde Nöbauer, die nach Bestätigung durch die Kripo Kempten Mitarbeiterin von Radio Horeb war. Richard Kocher bestätigte seinerzeit öffentlich, dass er von der Vorgeschichte Rainers informiert war und er selbst dem Prozess in Brescia beigewohnt hatte. Er glaube jedoch an Rainers Unschuld und hatte ihn deshalb eingestellt. In einer offiziellen Erklärung äußerte Kocher: „Eine Kirche, die immer wieder davon spricht, jedem wieder neu eine Chance zu geben, muss sich an diesem Wort messen lassen.“
Im Mai 2004 erhielt der Sender von der Bayerischen Landeszentrale für neue Medien (BLM) einen Großteil der Sendezeit auf der UKW-Frequenz 92,4 MHz für den Großraum München, die durch die Einstellung des FAZ Businessradios frei geworden war und zuvor übergangsweise für AFK M94.5 genutzt wurde. Radio Horeb setzte sich hierbei gegen zahlreiche Mitbewerber durch. Diese Entscheidung stieß jedoch auf Kontroversen. Der damalige Pfarrer Klaus Mucha aus Sendling, zuständig für die Hörfunkbeiträge der Erzdiözese München und Freising im Bayerischen Rundfunk, bezeichnete den Sender als „fundamentalistisch“. Anna Geiger, die Vorsitzende des BLM-Medienausschusses, kritisierte das Frauenbild und Ansätze zur Rassendiskriminierung im Programm. Ein Medienberater des Senders nannte die Positionen „eher konservativ“. Im Vorfeld der Entscheidung wurden dem Sender Volksverhetzung und Rassismus vorgeworfen, nachdem sich ein Tiroler Pfarrer in einer vom befreundeten Radio Maria Österreich übernommenen Sendung abfällig über Sinti und Roma geäußert hatte. Pfarrer Richard Kocher distanzierte sich von diesen Äußerungen und strich den betreffenden Beitrag aus dem Programm. Mit einem Empfehlungsschreiben von Amnesty International konnte er dennoch den Medienrat überzeugen, der über die Frequenzvergabe entschied. Der damalige Vorsitzende des BLM-Medienrates, Erich Jooß, erklärte 2013 zu diesem Vorgang: „Wir haben den Sender genau beobachtet, allerdings ist es bei diesem einzigen Vorwurf geblieben. Sonst hätte Radio Horeb nie die Lizenz erhalten.“
Am 18. August 2008 fand in Balderschwang der Spatenstich für ein neues Studio mit 33 Arbeitsplätzen auf einer Nutzfläche von 730 Quadratmetern statt, das als Ersatz für das bisherige Studio im Almhof Lässer konzipiert wurde. Das Studio beinhaltet auch eine sechzig Quadratmeter große Kapelle, in der Mikrofone und Kameras eingebaut sind, womit die Messen von Radio Horeb live im Radio und mit Bild im Internet übertragen werden können. Ende Juli 2009 wurde das Studio eingeweiht und bildet seitdem den Hauptsitz des Senders und fungiert als Standort mehrerer Redaktionen.
Im Jahr 2013 veranstaltete die Radio-Maria-Weltfamilie den ersten Mariathon – einen dreitägigen Spenden-Marathon zur Unterstützung von Entwicklungsprojekten in Afrika, der seitdem jährlich stattfindet. Im September desselben Jahres wurde die Radiosendung erstmals vom Studio in Kevelaer übertragen. 2018 eröffnete eine Radio Maria Station in Kibeho, Ruanda, ebenfalls finanziert durch einen Mariathon.
Anlässlich seines 25-jährigen Bestehens veranstaltete der Sender im Jahr 2021 einen großen Online-Kongress und produzierte dabei zum ersten Mal in seiner Geschichte ein zweitägiges Live-Fernsehprogramm.
Bei dem im Mai 2024 ausgetragenen Mariathon nahm der Sender mehrere Millionen Euro an Spendengeldern ein, die für den Auf- und Ausbau der Radiostationen in Nigeria, Tansania und Südafrika verwendet wurden.